# Jeanne Beauprey
Jeanne Beauprey   (Anaheim, 21 de juny de 1961) va ser una jugadora de voleibol estatunidenca que va competir durant les dècades de 1980 i 1990.
El 1984 va prendre part en els Jocs Olímpics de Los Angeles, on guanyà la medalla de plata en la competició de voleibol. Posteriorment, fins al 1997, va jugar a voleibol platja.